# Saison 2014-2015 du Chartres Métropole Handball 28
Maillots
Chronologie
Saison 2013-2014 Saison 2015-2016
La saison 2014-2015 du Chartres Métropole Handball 28 est la 4e consécutive du club en Pro D2.
Chartres termine quatrième de la saison régulière et accède aux play-off. Le club se hisse jusqu'en finale qu'il remporte et gagne sa promotion en première division.

## Pré-saison

### Budget
Le budget passe de 2,1 à 2,2 millions d'euros mais avec une masse salariale inchangée. La petite hausse (environ 5 %) est essentiellement due au coût du centre de perfectionnement, centre de formation non-labellisé.

### Maillot
Le contrat avec Hummel terminé, Chartres MHB28 change d'équipementier. Mais ses nouvelles tenues, signées Kappa, ressemblent très fortement aux précédentes. Seule différence : une bande à motifs sur les maillots blancs extérieur et ceux des gardiens.

### Objectif
« L'objectif reste le même : jouer le haut de tableau et accéder le plus vite possible à la LNH », affirme Philippe Besson, le président du CMHB28.

### Préparation
Le reprise de l'entraînement se fait le 28 juillet. Avant la reprise du championnat, programmée le deuxième week-end de septembre à Angers, les Chartrains ont sept semaines et dix matches amicaux pour se roder. Le premier test intervient le 8 août face au Paris Saint-Germain. Pascal Mahé emmène ensuite ses joueurs à Cesson (Ille-et-Vilaine) pour un stage de cinq jours. Ils se mesurent encore à deux grosses écuries de D1 : Nantes le 13 août et Cesson Rennes deux jours plus tard.
Comme chaque année, le CMHB28 organise un tournoi de préparation. Le plateau du week-end du 6-7 septembre est composé d'Ivry, Nancy et Besançon qui viennent se rôder sur le parquet de la Halle Jean-Cochet. En pré-saison, les Chartrains croisent aussi la route de deux équipes de LNH : Cesson Rennes et Créteil.
| Dates         | Lieu                                     | Compétition          | Match                           | Score |
| ------------- | ---------------------------------------- | -------------------- | ------------------------------- | ----- |
| 8 août        | Stade Pierre-de-Coubertin (Paris)        | Match amical         | Paris SG (LNH) - CMHB28         | 32-20 |
| 10-15 août    | Cesson                                   | Stage                | Stage                           | Stage |
| 13 août       | Palais des sports de Beaulieu (Nantes)   | Match amical         | HC Nantes (LNH) - CMHB28        | 28-23 |
| 15 août       | Palais des sports de la Valette (Cesson) | Match amical         | Cesson Rennes (LNH) - CMHB28    | 27-24 |
| 19 août       | Halle Jean-Cochet (Chartres)             | Match amical         | CMHB28 - ES Gonfreville OH (N1) | 30-25 |
| 21 août       | Halle Jean-Cochet (Chartres)             | Match amical         | CMHB28 - Équipe d'Algérie       | 33-28 |
| 25 août       | Rouen                                    | Match amical         | Oissel (N1) - CMHB28            | 22-23 |
| 29-30 août    | Montluçon                                | Tournoi de Montluçon | CMHB28 - Valence HB (ProD2)     | 24-23 |
| 29-30 août    | Montluçon                                | Tournoi de Montluçon | CMHB28 - Saran (N1)             | 29-25 |
| 6-7 septembre | Palais des sports (Dreux)                | Tournoi de Chartres  | CMHB28 - ES Besançon (ProD2)    | 34-19 |
| 6-7 septembre | Halle Jean-Cochet (Chartres)             | Tournoi de Chartres  | CMHB28 - US Ivry (ProD2)        | 27-24 |

### Transferts
Pour grimper quelques marches dans la hiérarchie et se rapprocher de la LNH, Pascal Mahé, dont c'est la deuxième saison à Chartres, redessine légèrement son groupe. Sur la base arrière, Yacinn Bouakaz et Josip Pazin ne sont pas reconduits et sont remplacés par deux étrangers : le jeune international russe Sergueï Koudinov et le grand gaucher croate (2,01 m) Marin Knez. À l'aile gauche, Maxime Arvin-Berod vient apporter sa vitesse et son expérience du très haut niveau, lui qui a été champion de France avec Montpellier.
À moins de quinze jours de la reprise du championnat de ProD2, Chartres annonce l'arrivée de Sylvain Kieffer. L'ailier droit de 31 ans, qui arrive de Bordeaux, signe pour une saison dans le club chartrain. 
Louis Roche arrive en mars 2015 comme joker médical, à la suite de la grave blessure de Maxime Cherblanc.
| Nom                     | Poste         | Provenance/Destination             |
| ----------------------- | ------------- | ---------------------------------- |
| Arrivées                |               |                                    |
| Sergueï Koudinov        | arrière       | Zarja Kaspija Astrakhan (D1 russe) |
| Marin Knez              | arrière       | Juri Leoben (D1 autrichienne)      |
| Maxime Arvin-Berod      | ailier gauche | sans club                          |
| Sylvain Kieffer         | ailier droit  | Girondins de Bordeaux HBC          |
| Louis Roche (mars 2015) | pivot         | sans club                          |
| Départs                 |               |                                    |
| Josip Pazin             | arrière       | CB Villa de Aranda (D1 espagnole)  |
| Yacinn Bouakaz          | arrière       | Bagnols-sur-Cèze (N2)              |
| Sasa Mitrovic           | arrière       | équipe réserve (N3)                |
| Ghennadii Solomon       | pivot         | équipe réserve (N3)                |

## Effectif
Louis Roche arrive en mars 2015 comme joker médical, à la suite de la grave blessure de Maxime Cherblanc.

## Compétitions

### Championnat

#### Saison régulière
| Journée | Date              | Match                               | Score  | Classement (sur 13) |
| ------- | ----------------- | ----------------------------------- | ------ | ------------------- |
| 1re     | 12 septembre 2014 | Angers - CMHB 28                    | 24-30  | 2e                  |
| 2e      | 19 septembre 2014 | CMHB 28 - Billère                   | 28-28  | 5e                  |
| 3e      | 26 septembre 2014 | Pontault-Combault - CMHB 28         | 38-26  | 1er                 |
| 4e      | 3 octobre 2014    | CMHB 28 - Valence                   | 35-34  | 1er                 |
| 5e      | 10 octobre 2014   | Strasbourg / Schiltigheim - CMHB 28 | 30-34  | 1er                 |
| 6e      | 17 octobre 2014   | CMHB 28 - Grand Nancy               | 36-30  | 1er                 |
| 7e      | 24 octobre 2014   | Dijon - CMHB 28                     | 25-32  | 1er                 |
| 8e      | 7 novembre 2014   | CMHB 28 - Cherbourg                 | 33-26  | 1er                 |
| 9e      | 14 novembre 2014  | Mulhouse - CMHB 28                  | 30-28  | 1er                 |
| 10e     | 21 novembre 2014  | Massy - CMHB 28                     | 31-25  | 2e                  |
| 11e     | 28 novembre 2014  | CMHB 28 - ES Bisontine              | 29-17  | 2e                  |
| 12e     | 5 décembre 2014   | Ivry - CMHB 28                      | 27-27  | 3e                  |
| 13e     | 13 décembre 2014  | Exempt                              | Exempt | 4e                  |
| 14e     | 13 février 2015   | CMHB 28 - Angers                    | 31-27  | 3e                  |
| 15e     | 20 février 2015   | Billère - CMHB 28                   | 31-28  | ?                   |
| 16e     | 6 mars 2015       | CMHB 28 - Pontault-Combault         | 34-40  | ?                   |
| 17e     | 13 mars 2015      | Valence - CMHB 28                   | 25-24  | ?                   |
| 18e     | 20 mars 2015      | CMHB 28 - Strasbourg / Schiltigheim | 32-26  | ?                   |
| 19e     | 27 mars 2015      | Grand Nancy - CMHB 28               | 37-29  | ?                   |
| 20e     | 3 avril 2015      | Dijon - CMHB 28                     | 28-28  | ?                   |
| 21e     | 10 avril 2015     | Cherbourg - CMHB 28                 | 26-29  | ?                   |
| 22e     | 17 avril 2015     | CMHB 28 - Mulhouse                  | 27-26  | ?                   |
| 23e     | 24 avril 2015     | CMHB 28 - Massy                     | 29-27  | ?                   |
| 24e     | 1er mai 2015      | ES Bisontine- CMHB 28               | 27-24  | ?                   |
| 25e     | 8 mai 2015        | CMHB 28 - Ivry                      | 27-27  | ?                   |
| 26e     | 15 mai 2015       | Exempt                              | Exempt | 4e                  |

#### Play-off
| Tour        | Date        | Match              | Score |
| ----------- | ----------- | ------------------ | ----- |
| Demi-finale | 19 mai 2015 | CMHB 28 - Massy    | 26-26 |
| Demi-finale | 23 mai 2015 | Massy - CMHB 28    | 21-23 |
| Finale      | 3 juin 2015 | CMHB 28 - Mulhouse | 32-22 |
| Finale      | 6 juin 2015 | Mulhouse - CMHB 28 | 33-26 |

Chartres, vainqueur du Mulhouse HSA sur un score total de 58 à 55, accède ainsi à la Division 1 pour la première fois de son histoire.

### Coupe de France
| Tour          | Date            | Match                   | Score  |
| ------------- | --------------- | ----------------------- | ------ |
| 1er tour      | Exempt          | Exempt                  | Exempt |
| 2e tour       | Exempt          | Exempt                  | Exempt |
| 3e tour       | Exempt          | Exempt                  | Exempt |
| 32e de finale | 31 octobre 2014 | ES Nanterre - CMHB 28   | 26-40  |
| 16e de finale | 6 février 2015  | CMHB 28 - Dunkerque HGL | 24-28  |